# Rutesheim
Rutesheim là một thị trấn nằm ở huyện Böblingen, thuộc bang Baden-Württemberg, Đức.